# 埃德 (默勒-鲁姆斯达尔郡)
埃德（挪威語：Eide）是挪威默勒-鲁姆斯达尔郡已废置的市镇，存在於1897年至2020年間。2020年1月1日与邻近市镇弗雷納合并成新的许斯塔维卡市镇。
合并前该市镇面积为152平方公里，居民3,440人，人口密度为每平方公里23.6人。